# A-Losers
a-Losers (kurz a-L) war ein deutscher E-Sport-Clan, der 2000 als AOL-Clan gegründet wurde. Der Clan spielte seit der zweiten Saison ununterbrochen in der ESL Pro Series, hatte seit Anfang 2008 jedoch mit finanziellen Problemen zu kämpfen. 2009 wurden die Mannschaften in einen neuen Clan mit dem Namen Frankfurt 69ers übertragen.

## Geschichte
Für Aufsehen sorgte der damalige AOL-Clan (AOL steht für Advanced Online Losers), als AOL Deutschland den Clan im Juli 2001 aufforderte, den Namen AOL-Clan und die damit verbundene Domain „aol-clan.de“ aufzugeben. Das Management des Clans gab nach und aus diesem Rechtsstreit entstand der Name a-Losers.
a-L zählte für viele Jahre zu den erfolgreichsten deutschen Clans. In der zweiten Saison der ESL Pro Series wurde der Clan in Counter-Strike deutscher Meister. Auch in FIFA gab es viele Erfolge: Im Jahr 2004 stellte man mit Stefan „BroDo“ Bromund und Daniel „Smeyer“ Rasche zwei der drei deutschen FIFA-Spieler für die World Cyber Games. Zwei Jahre zuvor wechselten die FIFA-Twins Daniel „hero“ und Dennis „styla“ Schellhase nur wenige Tage, bevor sie auf den World Cyber Games Gold und Silber gewannen, von den a-Losers zu pro-Gaming.
Ende 2006 wurde der Clan in der 9. Saison der ESL Pro Series deutscher Vizemeister in Counter-Strike. Im Jahr darauf erreichte er zwei Mal in Folge nur den neunten Platz. Im Jahr 2008 trennte sich der langjährige Hauptsponsor MSI von den a-Losers. Der Weggang konnte nicht durch neue Partner kompensiert werden.
Am 17. September 2009 wurde das Kapitel a-Losers schließlich für beendet erklärt. Sämtliche Geschäfte, darunter die Teilnahme an der deutschen Counter-Strike-EPS, sollten unter einer neuen Organisation mit dem Namen Frankfurt 69ers fortgeführt werden.

## Erfolge (Auszug)

### Counter-Strike
- Deutscher Meister der ESL Pro Series (Season II)
- Deutscher Vizemeister der ESL Pro Series (Season IX)
- WWCL Sieger 2007

### Warcraft III
- WC3L Season I: 3. Platz

### FIFA
- Deutscher Meister der ESL Pro Series (Season III)
- World Cyber Games 2004: 3. Platz – Daniel „Smeyer“ Rasche
- World Cyber Games 2004: 4. Platz – Stefan „BroDo“ Bromund

### Pro Evolution Soccer 6
- Electronic Sports World Cup 2007: 1. Platz – Sven „S-Butcher“ Wehmeier